# シェナンドー (民謡)
「シェナンドー」（英語: Shenandoah＝英語発音はシェナンドウア ）は、「オー・シェナンドー」（Oh, Shenandoah）または「広大なミズーリ川を越えて」（Across the Wide Missouri）とも呼ばれる、アメリカの民謡である。

## 概要
「シェナンドー」は19世紀から歌われているアメリカ合衆国の民謡で、歌詞から「オー・シェナンドー」（Oh, Shenandoah）とも、「広大なミズーリ川を越えて」（Across the Wide Missouri）とも呼ばれている  。歌詞に寄り、シェナンドーは西部へ渡った者がバージニア州のシェナンドー川またはシェナンドー・バレーを懐かしんで歌ったとも、そこに住む恋人のネイティブ・アメリカンの娘の名前とも言われる。

## 歌詞
時代により多少違うさまざまな歌詞が記録されているが、一例では、　
| Oh, Shenandoah, I long to see you, Away you rolling river. Oh, Shenandoah, I long to see you, Away, we're bound away 'Cross the wide Missouri. Oh, Shenandoah, I love your daughter, Away, you rolling river. For her I'd cross your roaming waters, Away, I'm bound away 'Cross the wide Missouri. 'Tis seven years since last I've seen you, Away, you rolling river. 'Tis seven years since last I've seen you, Away, we're bound away 'Cross the wide Missouri. Oh, Shenandoah, I long to hear you, Away, you rolling river. Oh, Shenandoah, I long to hear you, Away, we're bound away 'Cross the wide Missouri | おお、シェナンドアよ、あなたに会いたい、 アウェイ、流れゆく川よ。 おお、シェナンドアよ、あなたに会いたい、 アウェイ、我らは遠くへ行く、 広いミズーリ川を超えて。 おお、シェナンドアよ、あなたの娘に会いたい、 アウェイ、流れゆく川よ。 彼女のために私は川を渡る、 アウェイ、我らは遠くへ行く、 広いミズーリ川を超えて。 あなたに最後会ってから7年、 アウェイ、流れゆく川よ。 あなたに最後会ってから7年、 アウェイ、我らは遠くへ行く、 広いミズーリ川を超えて。 おお、シェナンドアよ、あなたを聞きたい、 アウェイ、流れゆく川よ。 おお、シェナンドアよ、あなたを聞きたい、 アウェイ、我らは遠くへ行く、 広いミズーリ川を超えて。 |

## 影響
この民謡は、『シェナンドー河』などいくつかの映画に使われている。また2015年、バージニア州は州歌「我らの偉大なバージニア」（Our Great Virginia）を制定して、「シェナンドー」の旋律を利用している。